# We Hear of Love, of Youth, and of Disillusionment
We Hear of Love, of Youth, and of Disillusionment (с англ. — «Мы слышим о любви, юности и разочаровании») — мини-альбом музыкального коллектива MGMT, содержащий живые выступления на фестивале электронной музыки Moogfest (Эшвилл, Северная Каролина), издан в 2011 году. На данном мероприятии группой было исполнено несколько песен, среди которых было три композиции со второго студийного альбома («Song for Dan Treacy», «It’s Working» и «I Found a Whistle»), а также кавер песни «Only a Shadow» английской джэнгл-поп группы Only a Shadow. Через несколько дней после выпуска работа стала доступна для свободного скачивания на сайте Daytrotter, принадлежащего лейблу звукозаписи Horseshack.

## Список композиций
| №                   | Название                                                                  | Длительность |
| ------------------- | ------------------------------------------------------------------------- | ------------ |
| 1.                  | «Song for Dan Treacy (с англ. — «Песня для Дэна Трейси»)»                 | 3:40         |
| 2.                  | «It's Working (с англ. — «Это работает»)»                                 | 4:21         |
| 3.                  | «I Found a Whistle (с англ. — «Я нашёл гортань»)»                         | 3:40         |
| 4.                  | «Only a Shadow (с англ. — «Только тень»)» (Кавер The Cleaners from Venus) | 3:32         |
| Общая длительность: | Общая длительность:                                                       | 15:10        |